# Винтова линия
Винтова линия или витлова линия в математиката, е триизмерна крива, усукана подобно на резбата на винт.
Често подобни линии биват наричани неправилно „спирали“, въпреки че спиралата е двуизмерна крива. Най-често това става при описването на формата на молекулата на ДНК – „двойна спирала“, вместо „двойна винтова линия“.

## Формална дефиниция
{\displaystyle t\mapsto (a\cos t,a\sin t,bt).}
За практически цели, тази формула изглежда така:
{\displaystyle x={\frac {D}{2}}.\cos(2\pi n),y={\frac {D}{2}}.\sin(2\pi n),z=sn}
При това написване на формулата, величините си имат имена:
n – обороти или навивки
D – диаметър
s – стъпка
При декартова координатна система с разположение на координатите X, Y и Z – приетият в математиката вид, това е формула за дясна (дясно навита) винтова линия. Лявата винтова линия е с формула:
{\displaystyle x={\frac {D}{2}}.\cos(2\pi n),y={\frac {D}{2}}.\sin(2\pi n),z=-sn}

## Свойства
Винтовата линия е четирикратно гладка крива в триизмерното Евклидово пространство. За нея съществува вектор, който сключва един и същ ъгъл с допирателния вектор във всяка нейна точка.